# Pseudosetia turgida
Pseudosetia turgida is een slakkensoort uit de familie van de Rissoidae. De wetenschappelijke naam van de soort is voor het eerst geldig gepubliceerd in 1870 door Jeffreys.